# PGC 213068
LEDA/PGC 213068, auch UGC 2187, ist eine Galaxie im Sternbild Perseus am Nordsternhimmel. Sie ist schätzungsweise 441 Millionen Lichtjahre von der Milchstraße entfernt und hat einen Durchmesser von etwa 95.000 Lichtjahren. Vom Sonnensystem aus entfernt sich das Objekt mit einer errechneten Radialgeschwindigkeit von näherungsweise 9.700 Kilometern pro Sekunde. Gemeinsam mit NGC 1040 bildet sie ein optisches Galaxienpaar.

## Galaktisches Umfeld
| Nr. | Galaxie           | Alternativname          | Rek           | Dek           | Distanz/asec |
| --- | ----------------- | ----------------------- | ------------- | ------------- | ------------ |
| →   | LEDA/PGC 213068   | UGC 2187                | 02h43m12.199s | +41d30m52.17s | 0            |
| 1   | NGC 1040/NGC 1053 | PGC 10298               | 02h43m12.44s  | +41d30m02.2s  | 50.30        |
| 2   | LEDA/PGC 2182804  | 2MASX J02424050+4132556 | 02h42m40.506s | +41d32m55.67s | 376.26       |
| 3   | LEDA/PGC 10312    | UGC 2194                | 02h43m26.66s  | +41d24m24.4s  | 420.74       |
| 4   | LEDA/PGC 10345    | CGCG 539-087            | 02h43m54.48s  | +41d26m40.5s  | 538.04       |
| 5   | LEDA/PGC 3087893  | 2MASX J02440658+4138477 | 02h44m06.591s | +41d38m48.39s | 774.26       |
| 6   | LEDA/PGC 2185547  | 2MASX J02435462+4142336 | 02h43m54.60s  | +41d42m33.7s  | 847.90       |
| 7   | LEDA/PGC 2179906  | 2MASX J02415984+4121396 | 02h41m59.84s  | +41d21m39.6s  | 984.03       |